# 世界與女友難以抉擇
《世界與女友難以抉擇》（日语：世界か彼女か選べない）為日本漫畫家內山敦司於《別冊少年Magazine》連載漫畫作品。

## 故事大綱
一向在旁守護著青梅竹馬藤咲步美的中川光輝，某天終於鼓起勇氣想要向她告白，沒想到被神秘的高中生神堂日佳莉前來阻饒，還宣稱一旦向步美告白，就會發生世界末日，無視神堂的勸告的中川，在告白的那一刻，竟然發生了一連串意想不到的事情。

## 登場人物

### 主要人物
中川光輝
本作的主角。喜歡青梅竹馬步美很久，準備向對方告白之際卻被日佳莉妨礙，並被日佳莉告知如果向步美告白可能會使世界因此滅亡的訊息。
藤咲步美
本作的女主角。與光輝是青梅竹馬的關係。日佳莉表示只要她的情緒有著激烈起伏就有可能導致世界毀滅。
神堂日佳莉
本作的另一位女主角。因為某些原因而不斷阻止光輝對步美的告白，似乎知道步美擁有某種能導致世界毀滅的力量。

## 出版書籍
| 卷數 | 講談社        | 講談社                                        | 東立出版社    | 東立出版社             |
| 卷數 | 發售日期      | ISBN                                          | 發售日期      | ISBN                   |
| ---- | ------------- | --------------------------------------------- | ------------- | ---------------------- |
| 1    | 2017年8月9日  | ISBN 978-4-06-510118-6                        | 2018年12月7日 | ISBN 978-957-26-1321-4 |
| 2    | 2018年1月9日  | ISBN 978-4-06-510719-5                        | 2019年7月4日  | ISBN 978-957-26-1322-1 |
| 3    | 2018年6月8日  | ISBN 978-4-06-511568-8                        |               |                        |
| 4    | 2018年11月9日 | ISBN 978-4-06-513238-8 ISBN 978-4-06-514185-4 |               |                        |
| 5    | 2019年4月9日  | ISBN 978-4-06-514874-7                        |               |                        |
| 6    | 2019年9月9日  | ISBN 978-4-06-516447-1                        |               |                        |
| 7    | 2020年2月7日  | ISBN 978-4-06-518170-6                        |               |                        |
| 8    | 2020年7月9日  | ISBN 978-4-06-519432-4                        |               |                        |
| 9    | 2020年10月9日 | ISBN 978-4-06-520681-2                        |               |                        |

## 外部連結
- （日語）別冊少年Magazine的官方網站 （页面存档备份，存于）